# Landgericht Oels
Das Landgericht Oels war ein preußisches Gericht der ordentlichen Gerichtsbarkeit im Bezirk des Oberlandesgerichtes Breslau mit Sitz in Oels.

## Vorgeschichte
Im Jahre 1849 wurden in Preußen Appellationsgerichte gebildet, denen Kreisgerichte nachgeordnet waren, die für jeweils einen Landkreis als erstinstanzliche Gerichte dienten. Für Oels entstand damit das Appellationsgericht Breslau mit 16 zugeordneten Kreisgerichten, darunter das Kreisgericht Oels sowie das Schwurgericht Oels.

## Geschichte
Das königlich-preußische Landgericht Oels wurde mit Wirkung zum 1. Oktober 1879 als eines von 14 Landgerichten im Bezirk des Oberlandesgerichtes Breslau gebildet. Der Sitz des Gerichtes war Oels. Das Landgericht war danach für den Landkreis Militsch, Namslau, Oels, Trebnitz und Polnisch-Wartenberg zuständig. Ihm waren folgende Amtsgerichte zugeordnet:
| Amtsgericht                     | Sitz                | Bezirk |
| ------------------------------- | ------------------- | --- |
| Amtsgericht Bernstadt           | Bernstadt           | aus dem Kreis Oels der Stadtbezirk Bernstadt und die Amtsbezirke Bernstadt, Vorstadt, Cunzendorf, Fürsten-Ellguth, Korschlitz, Kraschen, Mühlatschütz, Prietzen, Reesewitz, Vielguth, Woitsdorf, Zantoch und Teile der Amtsbezirke Stronn und Groß-Zöllnig           |
| Amtsgericht Festenberg          | Festenberg          | aus dem Kreis Polnisch-Wartenberg der Stadtbezirk Festenberg und die Amtsbezirke Buckowine, Domaslawitz, Alt-Festenberg, Goschütz, Groß Schönwald und Tscheschen sowie aus dem Kreis Trebnitz den Amtsbezirk Ober-Frauenwaldau                                       |
| Amtsgericht Medzibor            | Medzibor            | aus dem Kreis Polnisch-Wartenberg der Stadtbezirk Medzibor und die Amtsbezirke Medzibor, Ossen und Sutschen |
| Amtsgericht Militsch            | Militsch            | Kreis Militsch außer den Teilen, die den Amtsgerichten Prausnitz und Trachenberg zugeordnet waren |
| Amtsgericht Namslau             | Namslau             | Kreis Namslau |
| Amtsgericht Oels                | Oels                | Kreis Oels außer dem Teil, die dem Amtsgericht Bernstadt zugeordnet waren |
| Amtsgericht Polnisch-Wartenberg | Polnisch-Wartenberg | Kreis Polnisch-Wartenberg außer den Teilen, die den Amtsgerichten Festenberg und Medzibor zugeordnet waren |
| Amtsgericht Prausnitz           | Prausnitz           | aus dem Kreis Militsch der Stadtbezirk Prausnitz, der Amtsbezirk Gürkwitz und einen Teil des Amtsbezirkes Powitzko sowie die Amtsbezirke Conradswaldau, Groß Krutschen, Leipe und Puditsch aus dem Kreis Trebnitz                                                    |
| Amtsgericht Trachenberg         | Trachenberg         | aus dem Kreis Militsch der Stadtbezirk Trachtenberg, die Amtsbezirke Beichau, Corsenz, Groß Ossig, Schmiegrode und einen Teil des Amtsbezirkes Powitzko sowie der Stadtbezirk Stroppen und die Amtsbezirke Schmark-Ellguth und Groß Peterwitz aus dem Kreis Trebnitz |

Der Landgerichtsbezirk hatte 1888 zusammen 258.635 Einwohner. Am Gericht waren ein Präsident, ein Direktor und sieben Richter tätig.
Im Jahre 1945 wurden der Landgerichtsbezirk unter polnische Verwaltung gestellt und die deutschen Einwohner vertrieben. Damit endete auch die Geschichte des Landgerichtes Oels.